# Perdita impressa
Perdita impressa är en biart som beskrevs av Timberlake 1968. Perdita impressa ingår i släktet Perdita och familjen grävbin. Inga underarter finns listade i Catalogue of Life.